# Art Institute of Chicago
L'Art Institute of Chicago (in italiano anche Istituto d'arte di Chicago) si trova in South Michigan Avenue, 111 a Chicago (Illinois), al centro di un grande parco (Grant Park) sulle sponde del lago Michigan, di fronte alla National Louis University.
Inaugurato nel 1893 nell'attuale sede, è il secondo museo d'arte degli Stati Uniti. Contiene soprattutto opere dell'Ottocento, ma anche arte classica e contemporanea.

## Storia
Nel 1866, 35 artisti fondarono a Chicago un'accademia dove, sul modello europeo, davano lezioni e raccoglievano opere d'arte. All'incendio di Chicago del 1871, che distrusse l'edificio dove si stava sviluppando l'attività, seguì un periodo di grave crisi. Nel 1879, con un debito di oltre 10000 $, l'istituto fu abbandonato in favore della fondazione di una nuova Accademia di Belle Arti di Chicago, che acquistò all'asta il patrimonio della vecchia istituzione. Nel 1882 si trasferì sulla Michigan Avenue prendendo il nome attuale di Art Institute of Chicago.
Da allora il museo si è espanso ed ha ampliato le collezioni, diventando il secondo museo più grande degli Stati Uniti dopo il Metropolitan Museum of Art di New York. Il 16 maggio 2009 è stata aperta la Modern Wing, un importante ampliamento opera dell'architetto Renzo Piano, che aumenta di un terzo lo spazio espositivo e che comprende altresì un ponte di collegamento al vicino Millennium Park.

## L'edificio

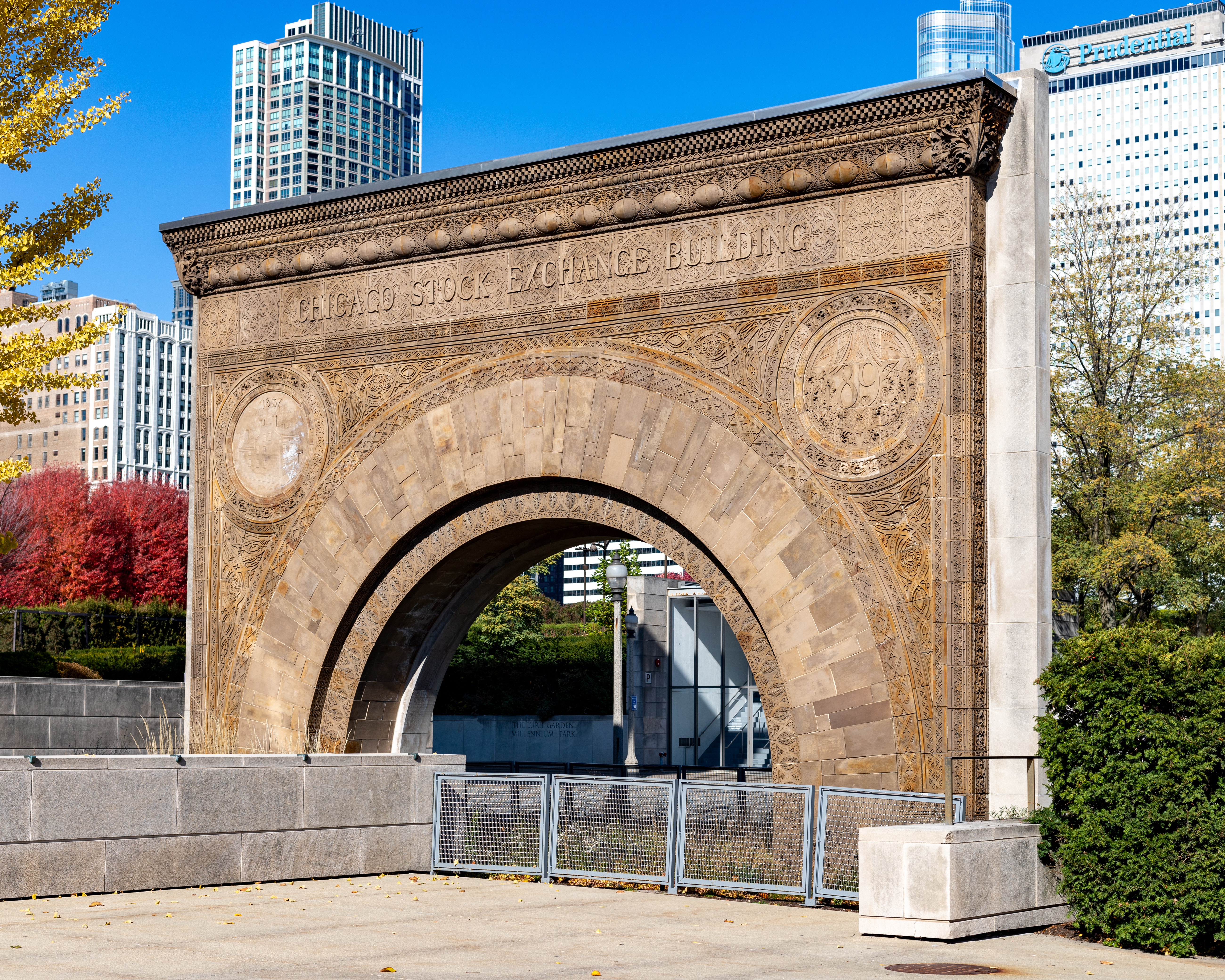
L'arco della Chicago Stock Exchange all'ingresso orientale.

L'odierno edificio, terza sede nella storia dell'Istituto, è stato progettato in stile Beaux-Arts nel 1893 in occasione della Fiera Colombiana di Chicago, già adibito, durante l'Esposizione, a palazzo dei congressi. Edward Kemeys scolpì i due leoni bronzei che affiancano l'entrata principale. Queste statue, simbolo stesso del museo, sono spesso centro di varie manifestazione, come quando, durante i campionati sportivi, indossano le divise delle squadre cittadine o, nel periodo natalizio, sono ornate da corone di fiori. La facciata occidentale è quindi in stile classico, con arcate cieche, bugnato, bassorilievi e frontone.
L'ingresso orientale è invece segnato dall'arco in pietra del vecchio Chicago Stock Exchange. Questa borsa, progettata nel 1894 da Louis Sullivan, è stata demolita nel 1972 e ricostruita in parte nel museo. Questa parte è collegata con il modern Wing da una galleria che scavalca i binari della sottostante ferrovia.
Al piano terra è presente biblioteca Ryerson & Burnham, che conservano stampe, disegni, fotografie, schizzi e documenti vari.